# Библиотека Российской академии наук
Библиотека Российской академии наук (сокр. БАН; до 1992 года — Ордена Трудового Красного Знамени Библиотека АН СССР) — крупная государственная библиотека, расположенная на Васильевском острове в Санкт-Петербурге по адресу Биржевая линия, д. 1. Одна из крупнейших библиотек мира, третья по величине фондов в Российской Федерации.

## История
Библиотека основана декретом Петра I, хотя сам декрет до наших дней не дошёл и датой основания считается сентябрь 1714 года — начало выдачи читателям книг из библиотеки.
Первая государственная общедоступная библиотека России. Основу её фонда составили рукописи и книги Кремлёвской царской библиотеки в Москве, личного собрания Петра I в Летнем дворце, Аптекарского приказа, Готторпской библиотеки герцогов Голштинских, Митавской библиотеки герцогов Курляндских, а также книжные и рукописные коллекции сподвижников Петра I, общим количеством около 2000 книг.
Начиная с XVIII века в фонды библиотеки поступали коллекции частных лиц — историка В. Н. Татищева, славистов А. И. Яцимирского и И. И. Срезневского, купца Ф. М. Плюшкина, слависта и исследователя старообрядчества В. Г. Дружинина и многих других. С 1901 года по инициативе хранителя отделения славянских рукописей библиотеки В. И. Срезневского начались археографические экспедиции по России для сбора рукописей и старопечатных книг у населения, которые существенно обогатили рукописные фонды БАН.
В 1718 году библиотека была размещена в «Кикиных палатах», а с 1728 года — в том здании, где сейчас располагается Кунсткамера (вместе с Кунсткамерой и Академией Наук). Во время переезда в Кикины палаты фонды Библиотеки насчитывали примерно 6 000 томов, к концу 1719 года было уже около 10 000 томов. Согласно первому изданному каталогу 1744 года фонд Библиотеки насчитывал около 16 000 книг на русском и иностранных языках, а к концу 1747 года было 22 300 изданий.

### Пожар5 декабря1747 года
Во время нахождения библиотеки в здании кунсткамеры произошёл пожар, уничтоживший Готторпский глобус и башню здания. Кроме этого, сгорело более 2000 иностранных книг и 44 издания на русском языке.
После восстановительных работ работа библиотеки возобновилась: в 1790-х годах в библиотеке числилось 40 тыс. томов книг и рукописей, в 1836 году — 90 тысяч, в 1848 году было 112 753 экземпляра, а в 1862 году числилось 243 109 единиц хранения.

### Пожар8 января1901 года

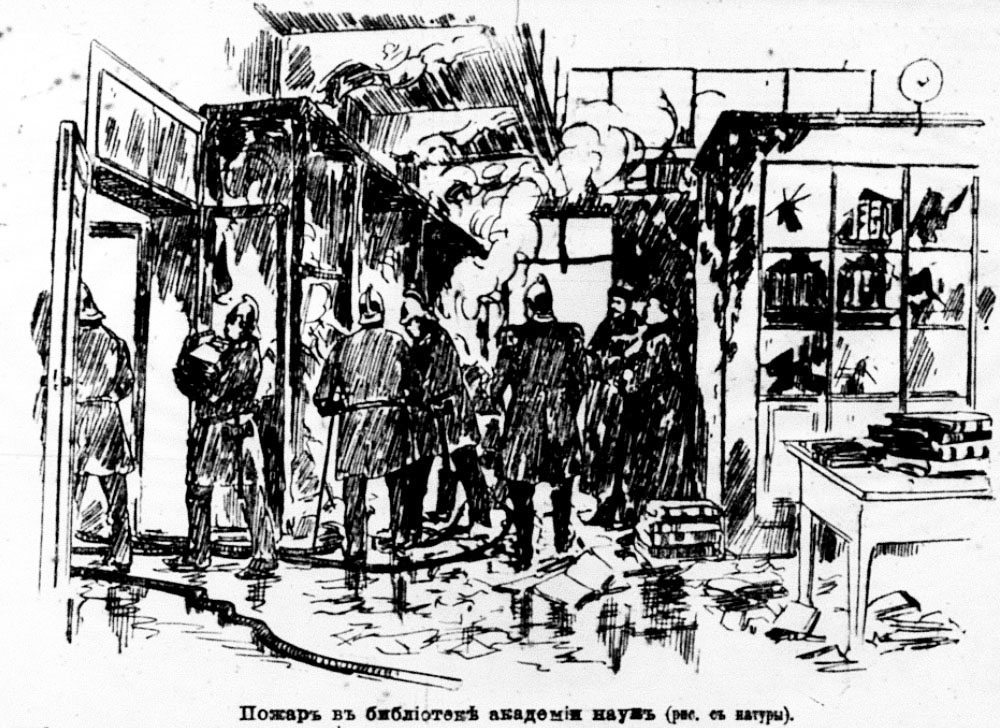
Пожар в Библиотеке Академии наук. Рисунок в газете «Петербургский листок». 1901. 11 января. № 10

8 января 1901 года из-за ветхости системы отопления в Библиотеке произошёл пожар, во время которого погибло более 1500 томов ценных изданий. Это событие ускорило решение вопроса о строительстве нового здания для Библиотеки. В 1910 году была утверждена правительственная смета на строительство нового здания Библиотеки на Биржевой улице, в 1914 году строительство было закончено, но из-за начавшейся Первой мировой войны оно было передано военному министерству, которое разместило в нём 166-й сводный эвакуационный госпиталь. Библиотека въехала в это здание только в 1925 году.
К 1917 году книжный фонд Библиотеки Академии наук превысил 1,5 млн томов, из них в Славянском отделе числилось 112 тысяч томов. После февральской революции, закрытия монастырей и изъятия церковного имущества, а также многочисленных частных коллекций, к 1924 году суммарный книжный фонд Библиотеки составил 3,5 млн томов. В 1934 году Академия Наук была переведена в Москву, где было создано Московское отделение Библиотеки Академии наук (МОБАН) СССР. В 1973 году это отделение было преобразовано в Библиотеку по естественным наукам.

### Пожар 1988 года

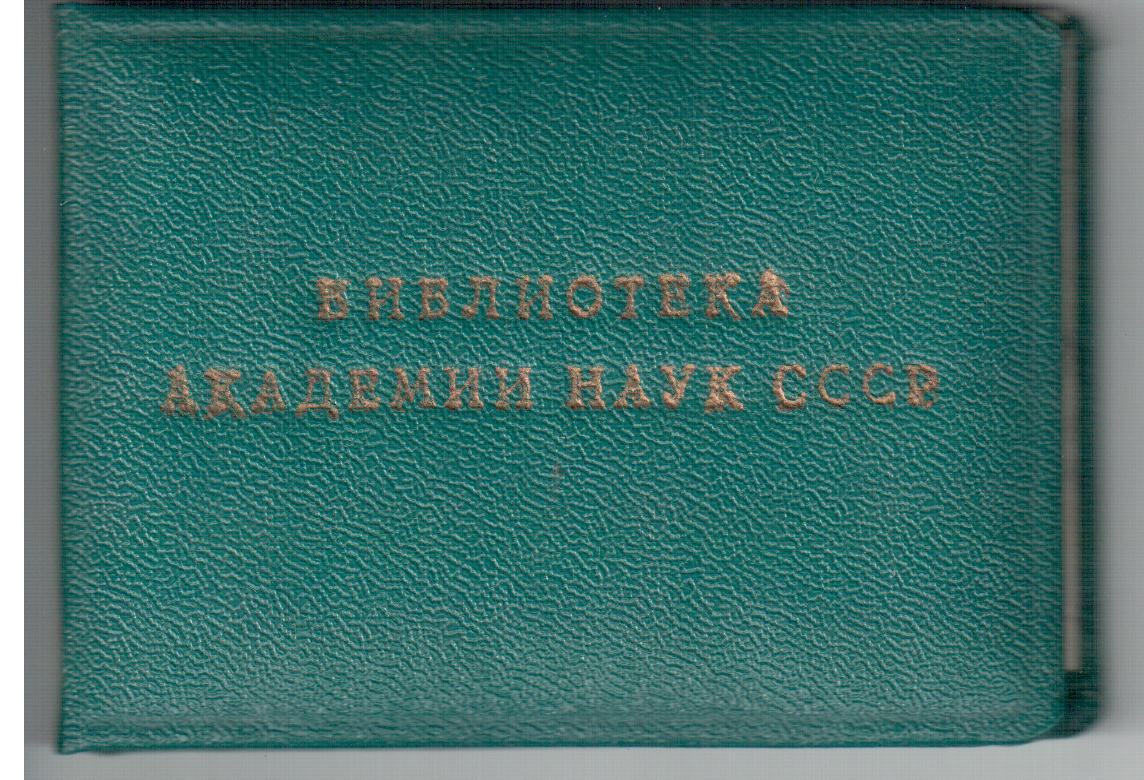
Читательский билет (1991)

14—15 февраля 1988 года в библиотеке произошёл пожар, уничтоживший большое число редких книг и часть газетного фонда.
В 20:13 14 февраля было зафиксировано возгорание на третьем этаже — в газетном фонде Библиотеки. Пожарные части справились с огнём к двум часам ночи, но в половине пятого утра 15 февраля пожар возобновился на четвертом и пятом этажах. Всего пожар продолжался около 10 часов. В тушении приняли участие около 40 пожарных команд города. Сгоревшие конструкции и материалы разбирали несколько недель. Пострадали книги XVII века, научные книги начала XX века, особенно «Фонд Бэра», отдел иностранной литературы. Газетный фонд выгорел почти полностью.  Отдел редкой книги не пострадал. В общей сложности:
- полностью сгорело 400 тысяч книг, из которых 188 тыс. — на иностранных языках;
- безнадёжно испорчены 500 тысяч;
- залиты водой 6 миллионов;
- пострадали от сырости 7,5 миллионов и 10 тысяч — от плесени;
- уничтожена треть газетного фонда[4].

По уточнённым данным, пожар, охвативший 22 хранилища, уничтожил 298 061 экземпляр монографий и периодических изданий, 20 640 подшивок (треть газетного фонда); от воды и плесени пострадали 3,6 млн документов. Самой большой потерей была гибель 152 245 экземпляров иностранных изданий до 1930 года выпуска и фонд академика Карла Бэра, составлявший около 62 тысяч книг.
В статье «Горькие мысли после пожара» в марте 1988 года Дмитрий Лихачёв подверг резкой критике руководство Библиотеки и Ленинградского научного центра АН СССР, заявив, что сразу после пожара они вели себя «по „модели“, заданной ошибками Чернобыльской катастрофы, то есть пытались преуменьшить культурный ущерб самым грубым образом».
За первые десять лет после пожара было отреставрировано всего 900 книг. Тысячи книг находились в специальных боксах, защищающих их от действия влаги и света. В ликвидации последствий пожара важная роль принадлежит Питеру Уотерсу — международному эксперту и главному специалисту Отдела консервации Библиотеки Конгресса. В 1994 году Библиотека завершила документальную проверку фондов, составила списки утрат и списки на восполнение фондов. Вследствие предпринятых мер удалось восполнить потерю 62 % отечественных книг и 8 % изданий из коллекции Бэра.

### Бронированный фонд академических изданий

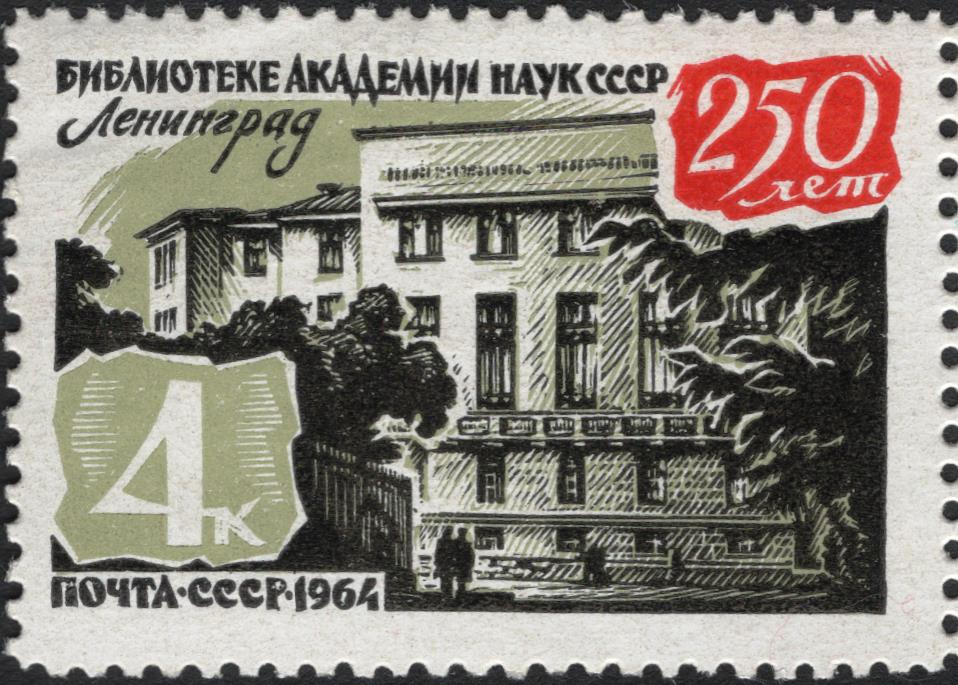
Почтовая марка 1964 год. 250-летие Библиотеки Академии наук СССР.

Начиная ещё с 1746 года в Библиотеку регулярно стали передаваться по 2 экземпляра каждого издания, позже количество дубликатов возросло настолько, что в XIX их бронировалось по 700 единиц каждого названия. Научные издания из Академии наук рассылались по всей Европе — в Лондон, Париж, Рим, Дрезден, Копенгаген. В 1919 году Конференция Академии наук постановила: «Не продавать в одни руки более одного экземпляра и прекратить отпуск того или иного издания, раз его остается менее 200 экземпляров и не выдавать в обмен и дар, раз запас изданий не превышает 150 экземпляров». В 1927 году около 2 тыс. излишков экземпляров было отправлено для передачи Немецкой библиотеке.
В 1930 году по распоряжению Президиума Академии наук был образован Бронированный фонд академических изданий Академии наук — специальное резервное архивное книгохранилище. 20 марта 1944 года Бронированный фонд был переведён в состав Библиотеки Академии наук, на тот момент фонд насчитывал 327 133 экземпляров.
В 1963 году было принято решение о комплектовании Бронированного фонда семью экземплярами изданий Академии наук и выдаче только из излишков.
В начале 2000-х годов совокупный фонд отдела превышал 2.5 млн томов (720 тыс. — в Академическом собрании и более 1.8 млн в Бронированном фонде).

## Фонды
В настоящее время в библиотеке хранится более 20 миллионов книг. В ней хранятся такие ценнейшие древние рукописи, как Ипатьевская летопись и Радзивилловская летопись.
В библиотеку поступает обязательный экземпляр всех печатных изданий, зарегистрированных Российской книжной палатой.

## Руководители
| Директор              | Годы      | Должность                                                      |
| --------------------- | --------- | -------------------------------------------------------------- |
| Р. К. Арескин         | 1714—1718 | доктор медицины и философии                                    |
| Л. Л. Блюментрост     | 1718—1724 | лейб-медик                                                     |
| И. Д. Шумахер         | 1724—1761 | магистр философии и советник академической Канцелярии          |
| И. И. Тауберт         | 1761—1771 | адъюнкт Петербургской Академии наук                            |
| С. К. Котельников     | 1771—1797 | почетный член Петербургской Академии наук                      |
| И. Ф. Буссе           | 1797—1799 | почетный член Петербургской Академии наук                      |
| Ф. И. Шуберт          | 1800—1818 | математик и астроном, ординарный академик                      |
| Иностранное отделение |           |                                                                |
| Х. Д. Френ            | 1819—1828 | востоковед, ординарный академик                                |
| В. А. Эртель          | 1828—1833 | библиотекарь                                                   |
| А. М. Шёгрен          | 1833—1835 | филолог, этнограф, ординарный академик                         |
| К. М. Бэр             | 1835—1862 | зоолог, географ, ординарный академик                           |
| А. А. Шифнер          | 1862—1879 | филолог, тибетолог, экстраординарный академик                  |
| А. А. Штраух          | 1879—1891 | зоолог, ординарный академик                                    |
| К. Г. Залеман         | 1891—1916 | востоковед, ординарный академик                                |
| М. А. Дьяконов        | 1917—1919 | академик по кафедре                                            |
| Русское отделение     |           |                                                                |
| П. И. Соколов         | 1819—1835 | лауреат Демидовской премии по филологии, член Петербургской АН |
| Я. И. Бередников      | 1835—1855 | историк и археограф, ординарный академик                       |
| М. А. Коркунов        | 1855—1858 | археолог, историк, ординарный академик                         |
| А. А. Куник           | 1858—1899 | филолог, историк, экстраординарный академик                    |
| А. А. Шахматов        | 1900—1920 | филолог, историк, ординарный академик                          |
| Н. К. Никольский      | 1920—1924 | академик                                                       |
| С. Ф. Платонов        | 1925—1928 | академик                                                       |
| С. А. Жебелёв         | 1928      | академик                                                       |
| С. В. Рождественский  | 1928—1929 | академик                                                       |
| И. И. Яковкин         | 1930—1949 | доктор исторических наук                                       |
| Д. В. Лебедев         | 1949      | историк биологии, библиограф                                   |
| Д. В. Наливкин        | 1949—1952 | академик                                                       |
| Г. А. Чеботарёв       | 1952—1960 | доктор физико-математических наук                              |
| М. С. Филиппов        | 1960—1967 | кандидат геолого-минералогических наук                         |
| А. А. Моисеева        | 1968—1970 | библиотековед                                                  |
| Д. В. Тер-Аванесян    | 1970—1979 | доктор биологических наук                                      |
| В. А. Филов           | 1980—1988 | доктор биологических наук                                      |
| В. П. Леонов          | 1989—2016 | доктор педагогических наук                                     |
| И. М. Беляева         | 2016—2021 | кандидат педагогических наук                                   |
| О. В. Скворцова       | 2021      | кандидат педагогических наук                                   |

## Юбилеи библиотеки
В 2004 году Библиотека Российской академии наук отметила свой 290-летний юбилей. В честь этого события 28 сентября 2004 года малой планете № 30722, имевшей предварительное обозначение 1976RN5, было присвоено имя «Biblioran».
В 2014 году Библиотека Российской академии наук отметила свой 300-летний юбилей.

## Документальное кино
- «Дым отечества». — Реж. Виктор Семенюк, СССР, 1988
- «Нет дыма без огня. Тайна пожара на Васильевском». — Реж. Ника Стрижак, Россия, 2008